# آشپزی مردم هزاره
آشپزی مردم هزاره یا آشپزی هزارگی آشپزی مروج قوم هزاره است. این آشپزی هرچند تحت تأثیر آشپزی آسیای مرکزی، آسیای جنوبی و ایرانی بوده‌است، اما با آن‌هم غذای مختص به جغرافیای خود را دارد و روش‌ها و سبک‌های مختلف برای پخت‌وپز آن وجود دارد که گستره آن شامل هزاره‌جات و کویته پاکستان است.
در فرهنگ مردم هزاره مهمان‌نوازی مرسوم و مروج است که برای مهمانان غذاهای خاص تهیه کنند. اکثر هزاره‌ها با دست خود غذا می‌خورند و استفاده از چنگال و کارد کاربرد کمتری میان شان دارد. رژیم غذایی مردم هزاره تا حد زیادی بر اساس مصرف غذاهای پر پروتئین مانند گوشت و محصولات لبنی است، آنها در پخت غذا از مقدار زیادی روغن نیز استفاده می‌کنند. وعده غذایی هزارگی معمولاً شامل پخت یک نوع غذا است و تنوع در آن کمتر دیده می‌شود. با این حال، در مجالس رسمی بزرگ یا هنگام حضور مهمانان، ممکن است انواع مختلف غذا پخته شود.
برنج به دلیل اینکه در هزاره‌جات قابل کشت نیست کمتر دیده می‌شود، اما گوشت به دلیل فراوانی به مقدار زیاد مصرف می‌گردد. دوغ نوشیدنی اصلی به‌شمار می‌رود و چای هم محبوبیت زیادی بین مردم هزاره‌ها دارد. میوه‌ها و سبزیجات فقط به صورت فصلی مصرف می‌شوند. آشپزی هزارگی عمدتاً بر نان متمرکز است. سه نوع اصلی نان مورد استفاده مردم هزاره وجود دارد:
- نان تاوه، پخته شده در بشقاب‌های داغ
- نان تنور، پخته شده در تنور هزارگی
- نان فطیر، نانی غلیظ و بسیار مقوی که در تنور پخته می‌شود

## غذاها
غذاهای محبوب هزارگی شامل موارد زیر است:
- گوشت کُچه، حلیم: از گندم و گوشت ظرف ۶ ساعت درست می‌شود که به اندازه نصف گندم به آن گوشت اضافه می‌شود و غذای مقوی به‌شمار می‌رود
- قبرداغ، دنده گوسفند: گوشت بره است که ترجیح داده می‌شود که دنده‌های آن با سیر و نمک سرخ شود و بعداً بخارپز گردد
- پیرکی: مانند پراته، از کچالوی آب‌پز، پیاز، تره یا گندنه، سیر، نمک و فلفل سیاه، بین دو لایه خمیر درست می‌شود
- شیر برنج: از شیر و برنج درست می‌شود
- شیر روغو: از شیر، درست می‌شود که کمی به آن روغن اضافه می‌شود و با نان صرف می‌گردد
- آش: آش هزارگی، از رشته‌های دراز خمیر آب‌پز شده و نعنا‌ی تازه درست می‌شود که همراه پودینه (پونه) (گیاهی مانند نعناع) و چکه (ماست چکیده) صرف می‌شود
- کله پاچه: شامل سر و پاهای گاو یا گوسفند است که به مدت طولانی بخارپز می‌گردد و سرشار از ژلاتین و مواد معدنی است
- شوله: از برنج لُک (برنج بغلانی) درست می‌شود که مخلوطی از سبزیجات با آن در دیگ بخارپز می‌شود و معمولاً با دوغ صرف می‌شود
- حلوای سمنک: به حلوای سرخ نیز معروف است و از آرد گندم جوانه زده، آب، روغن و بوره ظرف مدت چهار ساعت درست می‌شود، طعم شیرین دارد حتی اگر شکر آن نیز کم باشد
- دلده: از گندم خرد شده بلغور، روغن و پیاز درست می‌شود که مقدار فراوانی گوشت حلیم‌شده یز به آن اضافه می‌گردد

دیگر غذاهای هزارگی شامل قدید، شوربا، آشک، منتو، قوروتی، اوگره، کشکِو، نان ملیده و غیره است.